# Mustafa al-Chálidí
Mustafa al-Chálidí (arabsky: مصطفى الخالدي‎) byl starosta Jeruzaléma v období od 1. října 1938 do srpna 1944.
Jeho funkční období spadá do doby vyostřeného etnického a náboženského konfliktu mezi Židy a Araby v tehdejší mandátní Palestině. Do funkce nastoupil jako představitel arabské (muslimské) komunity na sklonku Arabského povstání v Palestině, které probíhalo v letech 1936–1939. Byl členem rodiny al-Chalidi, do níž patřil i předchozí starosta Husejn al-Chalidi.